# Riemannhaus
Das Riemannhaus ist eine Alpenvereinshütte der Sektion Ingolstadt des Deutschen Alpenvereins in 2177 m ü. A. Höhe in der Ramseider Scharte zwischen Sommerstein (2308 m) und Breithorn (2504 m). Es befindet sich im Steinernen Meer in den Berchtesgadener Alpen im Salzburger Land hoch über dem Talbecken von Saalfelden am Steinernen Meer und Maria Alm am Steinernen Meer. Die zentrale Lage macht das Riemannhaus zu einem der wichtigsten Stützpunkte im Steinernen Meer. Von hier aus können geübte Bergsteiger zahlreiche Überschreitungen und Gipfelbesteigungen unternehmen. Es bieten sich sowohl ausgedehnte Plateauwanderungen als auch anspruchsvolle Gipfelziele in der unmittelbaren Umgebung an. Im Winter sind verschiedene Skitouren möglich, dann können im Winterraum bis zu sechs Personen übernachten.

## Geschichte

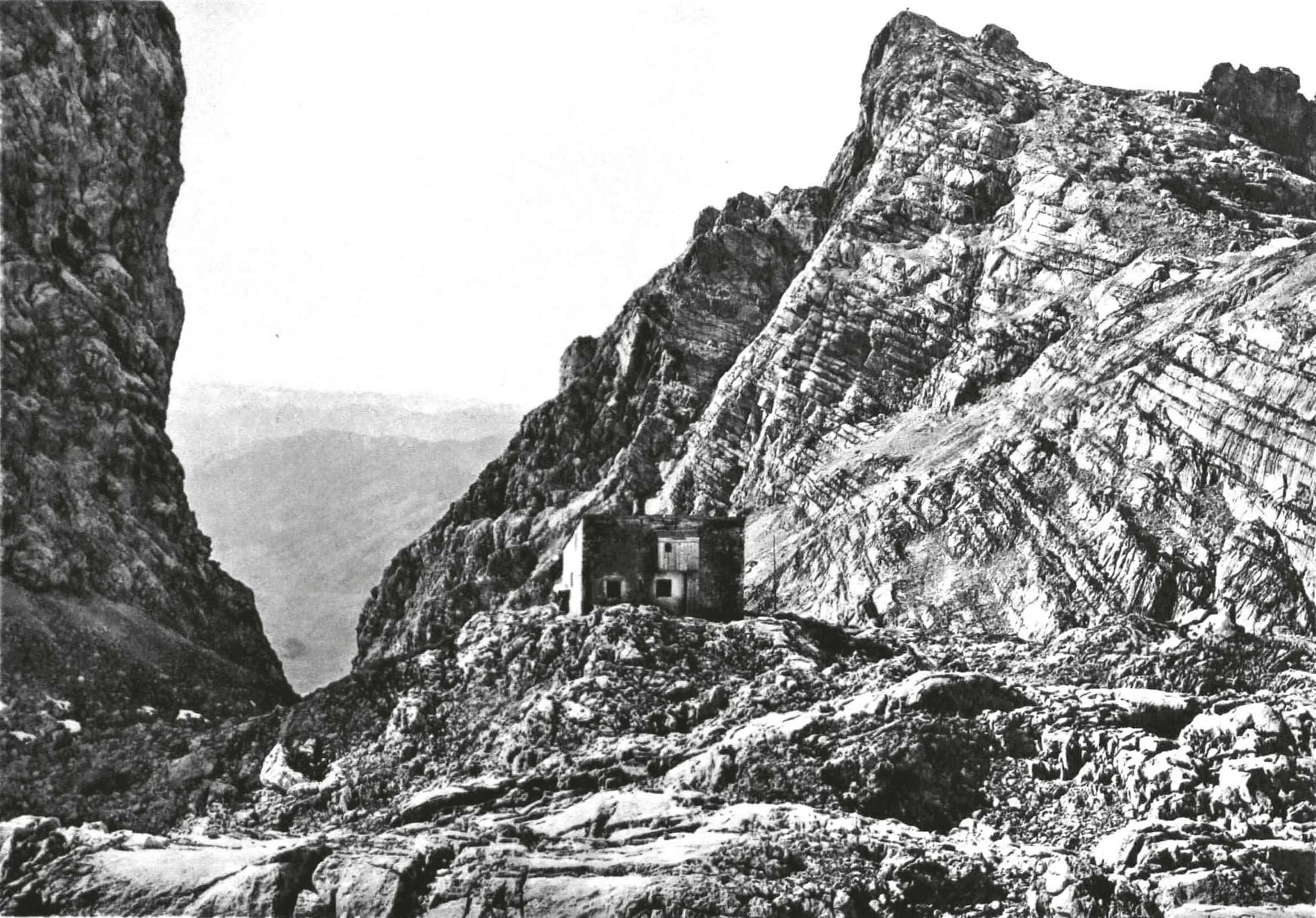
Riemann-Haus um 1894

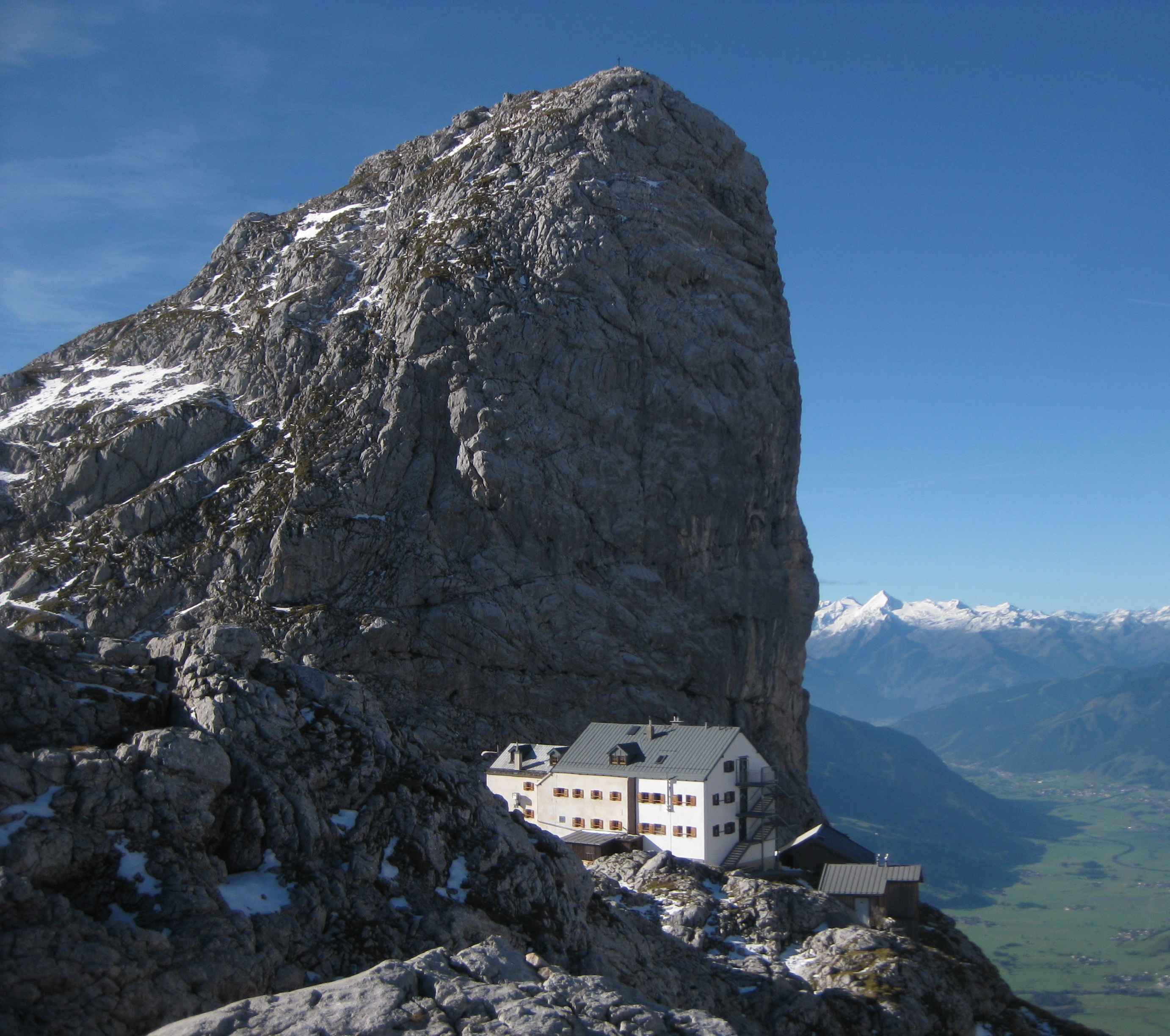
Riemannhaus vor dem Sommerstein

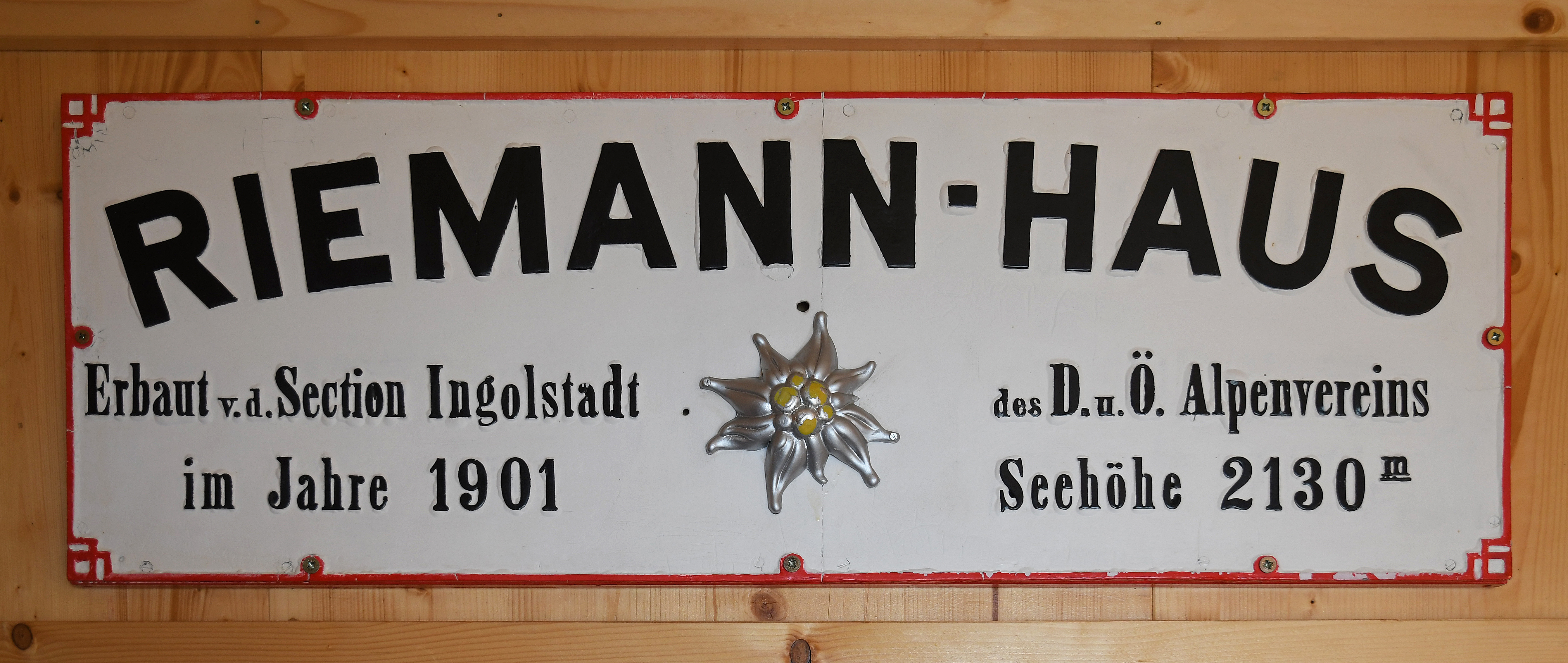
Historisches Hüttenschild

Seinen Namen erhielt diese hochalpine Schutzhütte von seinem Erbauer Rudolf Ehrenfried Riemann. Riemann wurde 1825 in Posen als Sohn des „Geheimen Oberregierungsrates Riemann“ geboren und kam 1864 erstmals nach Zell am See. 1872 bis 1880, dem Jahr, ab dem sich sein Gesundheitszustand verschlechterte, hatte er den Vorsitz der Sektion Zell am See des Deutschen und Österreichischen Alpenvereins inne. Zu der Zeit hatte Saalfelden noch keine eigene Sektion. In dieser Zeit entstand der Ramseidersteig, jener Weg hinauf auf die Ramseider Scharte, für welchen er 500 Gulden spendete. Gleichzeitig wurde auch das Riemannhaus errichtet und am 29. August 1885 zugunsten der Sektion Pinzgau feierlich eröffnet. Riemann, der bereits schwer erkrankt war (und noch am 24. September des Jahres verstarb), wurde bei der Feier durch Familienangehörige vertreten. Ihm widmete das Baukomitee ein Bildnis, das das Haus zum ewigen Andenken Riemanns zieren sollte. Bei Eröffnung waren im Schutzhaus für sieben Personen Betten vorhanden, später 15 Betten und neun Bergführerschlafstätten.
Die Sektion Ingolstadt des Deutschen Alpenvereins, die das Haus bis heute führt, erweiterte 1902 das Gebäude im Rahmen eines am 22. Juli des Jahres eingeweihten Umbaus, der mit zehn Zimmern (24 Betten) sowie 16 im Dachraum untergebrachten Matratzenlagern realisiert wurde.
Im Laufe der Jahre erfolgten mehrere Um- und Ausbauten, 2023 bis 2025 wurde der ursprüngliche Hüttenteil abgerissen und durch einen Neubau ersetzt.

## Klettern
Mehrere alpine Kletterrouten am Sommerstein (bis VII+) sowie eine Route am Breithorn (V+) können vom Riemannhaus aus begangen werden. Ein anstrengender Zustieg entfällt bei Übernachtung auf der Hütte.

## Zugänge
- Von Saalfelden-Kaltenbachtal (850 m) über Ramseider Steig, mittel, Gehzeit: 4 Stunden
- Von Maria Alm (Parkplatz Sandten auf 1100 m) über den versicherten Hüttenweg, Gehzeit: 2,5 Stunden
- Von Sankt Bartholomä am Königssee (605 m, erreichbar mit Boot) über Kärlingerhaus, mittel, Gehzeit: 7 Stunden

## Übergänge
- Peter-Wiechenthaler-Hütte (1707 m)
  - über Breithorn, Mitterhorn und Persailhorn, Schwierigkeitsgrad I–II nach UIAA, teilweise gesichert, nur für Geübte, Gehzeit: 4,5 Stunden
  - über Eichstätter Weg und Weißbachscharte, mittel, Gehzeit: 3,5 Stunden
- Ingolstädter Haus (2120 m) über Eichstätter Weg, mittel, Gehzeit: 3,5 Stunden
- Kärlingerhaus (1635 m) über Salzburger Kreuz und Funtensee, mittel, Gehzeit: 3,5 Stunden
- Wasseralm (1420 m) über Hochbrunnsulzenscharte und Blaue Lacke, mittel, Gehzeit: 6–7 Stunden
- Franz-Eduard-Matras-Haus (2941 m) über Hochplateau, Wildalmkirchl-Biwak, Brandhorn, Torscharten, Herzogsteig und Übergossene Alm, Schwierigkeitsgrad I–II nach UIAA, teilweise gesichert, unter Umständen am Herzogsteig Grödel und Pickel erforderlich, Gehzeit: 10–12 Stunden

Beim Riemannhaus kreuzen sich mit dem Nordalpenweg und dem Rupertiweg zwei österreichische Weitwanderwege sowie die Europäischen Fernwanderwege E4 alpin und E10.

## Gipfelbesteigungen
- Sommerstein (2308 m), mittel, Gehzeit: 30 Minuten
- Schönegg (2390 m), mittel, Gehzeit: 1 Stunde
- Breithorn (2504 m) über Nordostseite, mittel, Gehzeit: 1,25 Stunden
- Wurmkopf (2450 m), mittel, Gehzeit: 1,5 Stunden
- Schönfeldspitze (2653 m), Schwierigkeitsgrad I–II nach UIAA, Schlüsselstellen mit Haken und Stiften gesichert, Gehzeit: 2,5 Stunden
- Selbhorn (2654 m) über Buchauer Scharte, mittel, Gehzeit: 3,5 Stunden